# Liste des œuvres de Gudule
Cette liste donne une présentation des publications de Gudule, classées par catégories.

## Publications pour les adultes
Sous les pseudonymes de Muriel T., Gudule, Anne Duguël, Anne Guduel.

### Romans
- Soumise à mon élève / Muriel T. (Confessions érotiques no 2, 10/1986) ;
- Mon éducation amoureuse : les jouissances folles d’une vie dédiée au plaisir / anonyme (Confessions érotiques, 1987) ;
- Amazonie sur Seine / Anne Guduel (Denoël, 1991) ;
- Le Corridor / Anne Duguël (Denoël, coll. "Présence du fantastique" no 21, 1991) ;
- Asylum / Anne Duguël (Fleuve Noir, coll. "Frayeur" no 3, 1994) ;
- Gargouille / Anne Duguël (Fleuve Noir, coll. "Frayeur" no 13, 1995) ;
- Lavinia / Anne Duguël (Fleuve Noir, coll. "Frayeur" no 21, 1995) ;
- La Baby-Sitter / Anne Duguël (Fleuve Noir, coll. "Frayeur" no 25, 1995 ; rééd. Naturellement, coll. "Les Introuvables" no 005, 2002) ;
- La Petite Fille aux araignées / Anne Duguël (Fleuve Noir, coll. "Frayeur" no 31, 1995 ; rééd. revue et augmentée : Denoël, coll. "Présence du fantastique" no 58, 1997) ;
- Petite Chanson dans la pénombre / Anne Duguël (Florent Massot, coll. "Poche revolver fantastique" no 5003, 1996. Prix Ozone du meilleur roman fantastique francophone 1997) ;
- Entre chien et louve / Anne Duguël (Denoël, coll. "Présence du fantastique" no 63, 1998. Prix Ozone du meilleur roman fantastique francophone 1999, Prix Bob-Morane 1999) ;
- Mon âme est une porcherie / Anne Duguël (Sortilèges - les Belles Lettres, coll. "Les Anges du Bizarre" no 2, 1998) ;
- Dans la bulle de l’ange / Anne Duguël ; avec la collab. de Christian Robin ; préf. Pascal Françaix (Éd. Jean-Michel Bordessoules, coll. "Roman de pays" no 4, 1998) ;
- Petit Théâtre de brouillard / Anne Duguël (Flammarion, coll. "Image" no 4, 1999) ;
- La Mort aux yeux de porcelaine / Gudule (Flammarion, 2001). Rééd. sous le titre Bloody Mary’s Baby dans Les Filles mortes se ramassent au scalpel : l’intégrale des romans fantastiques vol. 2 / Gudule (Bragelonne, coll. "L’Ombre de Bragelonne", 2009)
- Géronima Hopkins attend le Père Noël / Gudule (Albin Michel, 2001 ; rééd. France loisirs, coll. "Piment", 2002) ;
- Nous ne méritons pas les chiens / Gudule (Hors Commerce, coll. "Hors Bleu", 2004). Rééd. dans Truc / Anne Duguël (Black Coat Press, coll. "Rivière blanche" no 50, 2013) ;
- La Ménopause des fées 1 : Le Crépuscule des dieux… / Gudule (Bragelonne, 2005) ;
- La Ménopause des fées 2 le retour : Crimes et chatouillements / Gudule (Bragelonne, 2006) ;
- La Ménopause des fées 3 : La Nuit des porcs vivants / Gudule (Bragelonne, 2007) ;
- Le Lupanar des anges 1 : Paradis perdu / Gudule (Mic-Mac, coll. "Prétexte", 2010) ;
- Le Petit Jardin des Fées / Anne Duguël (Mic-Mac, coll. "Prétexte", 2010) ;
- Truc / Anne Duguël (Black Coat Press, coll. "Rivière blanche" no 50, 2013).

### Compilations
- Le Club des petites filles mortes : intégrale des romans fantastiques, vol. 1 / Gudule (Bragelonne, coll. "L'Ombre", 2008) : Dancing Lotita (inédit), Entre chien et louve, Gargouille, La Petite Fille aux araignées, Mon âme est une porcherie, Petite Chanson dans la pénombre, La Baby-Sitter, Repas éternel.
- Les Filles mortes se ramassent au scalpel : intégrale des romans fantastiques, vol. 2 / Gudule (Bragelonne, coll. "L'Ombre", 2009) : Poison (inédit), L'Innocence du papillon, Un amour aveuglant, L'Asile de la mariée, Bloody Mary's baby, Petit Théâtre de brouillard, Géronima Hopkins attend le Père Noël, Les Transfuges de l'enfer (inédit).

### Recueils de nouvelles
- Le Chien qui rit / Anne Duguël (Denoël, coll. "Présence du fantastique" no 39, 1995, Prix du Jury littéraire Gerardmer-Fantastica 1995) ;
- Mémoires d'une aveugle / Anne Duguël (Rivière Blanche no 37, 2012) ;
- Contes à vomir debout / Anne Duguël, ill. de Philippe Caza (Armada, 2015).

### Nouvelles
- La Maison du peintre (in Territoires de l'inquiétude t.3, Denoël, coll. Présence du fantastique ; no 22, 1991) ;
- In memoriam (in Femmes d’aujourd’hui no 41, 1992) ;
- Le Dernier amant (in Sortilèges no 1, 1993) ;
- La Joconde de bronze (in Crimes et/sans châtiments, Hachette « Courts toujours », 1997) ;
- Ô temps suspends ton vol… (in Zoo no 0, 1995) ;
- La Voix d’Hitler (in Ténèbres no 4, 1998) ;
- La Fauve (in Cosmic Erotica, J’ai Lu, « Millénaires » no 6025, 2000) ;
- Cadavre exquis (in De Minuit à minuit, Fleuve noir Grand format, 2000, Prix Masterton de la meilleure nouvelle francophone 2001) ;
- La Mort est un long fleuve tranquille (in 2001, une odyssée saintaise, Bordessoules « Roman de pays », 2000) ;
- Voix sans issue (in Ténèbres no 10, 2000) ;
- Comment j’ai découvert que mes parents étaient des ogres (in Il était une fée, L’Oxymore « Emblèmythiques » no 2, 2000) ;
- Vertige (in Douces ou cruelles ?, Fleuve noir grand format, 2001) ;
- Face à face (in Momies, L’Oxymore « Emblèmes » no 3, 2001) ;
- Le Journal d'un clone (« Les Visages de l'humain », Mango Jeunesse, 2001)
- Mademoiselle Irma (in Écrans noirs : Polar, Cinéma et Stars t.2, Le Marque-page, 2002, signé Gudule) ;
- Maman (in Psikopat no 131, 2002, signée Gudule) ;
- Enfer-sur-Meuse (in Petites danses de macabré, Vents d’Ouest « Rafales / nouvelles macabres », 2002) ;
- Portrait d’un écorché en costume marin (in Noirs Sœurs : antiphonaire sacrilège en 24 chants, Œil du Sphinx « Les Manuscrits d’Edward Derby » vol. 5, 2002) ;
- La Petite Fille qui mordait ses poupées (dans La Solitude du vampire, Librio no 611, 2003)
- De la mort et autres merveilles (dans Mission Alice, Mnémos, coll. "Icares", 2004)
- Parlez-moi d’amour / Gudule (dans Baisers de sang, Les Belles Lettres, 2005)
- La Rose blanche du Caire / Gudule (dans Légendes d'Afrique, sous la direction de Marc Bailly, Elenya éditions, 2015)

### Récits
- Et Rose elle a vécu... / Gudule (Denoël, coll. "Périphérique", 1990) ;
- Grands Moments de solitude / Gudule (Black Coat Press, coll. "Rivière blanche" HS, 2014) ;
- Le Bel Été / Gudule (Éd. du Nombril - Culture et loisir à Puycelsi, 2014).

### Traductions
- Tous malades ! : un recueil de sales poèmes / édition Neil Gaiman & Stephen Jones ; trad. de l'anglais par Alain Nevant et Gudule (Bragelonne, 2006, rééd. 2015).

## Publications pour la jeunesse
sous le pseudonyme de Gudule

### Albums illustrés
- Prince charmant, poil aux dents / ill. Mathieu Laville (Syros, 1987) ;
- Le Monstre de la purée / ill. Fañch (Grasset jeunesse, 2001) ;
- J'ai peur de la maîtresse ! / ill. Claude K. Dubois (Milan, coll. "Trottinette", 2002) ;
- Au secoours ! / ill. Pef (Tartamudo, 2002) ;
- Dodo, les monstres ! / ill. Fañch (Lito, coll. "Mes p'tits bobos", 2003. Rééd. Lire c'est partir, 2011) ;
- Ma grand-mère est une catastrophe ! / ill. Lynda Corazza (Lito, 2003) ;
- Une princesse dans la classe / ill. Elodie Balandras (P'tit Glénat, coll. "Vitamine", 2007) ;
- Un amour de pou / ill. Sandrine Revel (P'tit Glénat, coll. "Vitamine", 2007) ;
- L'Orage magique / ill. Caterina Zandonella (Mic-Mac, coll. "À pas de loups", 2009) ;
- Princesse Petits-Bruits / ill. Marjolein Pottie (Mijade, coll. "Album", 2009 ; rééd. coll. "Les petits Mijade", 2013) ;
- Un été de chien / ill. Sylvie Serprix (Mic-Mac, coll. "Caramel et Chocolat", 2010) ;
- Alice au pays des merveilles / d'après Lewis Carroll, ill. Xavière Devos (Lito, 2010) ;
- Un lutin à l'école / ill. Grégoire Mabire (Mijade, coll. "Album", 2010) ;
- Coup de foudre à la ferme / ill. Carali (Lire c'est partir, 2010) ;
- Pauvres dragons ! / ill. Bruno Salamone (P'tit Glénat, coll. "Vitamine", 2011) ;
- Le Noël d'Amélie / ill. Yann Autret (Lire c'est partir, 2011) ;
- Le Pirate en sucre rose / ill. Marc Lizano (Gargantua, 2011) ;
- Le Petit Prince Pissenlit / ill. Claude K. Dubois (Mijade, coll. "Album", 2013 ; rééd. coll. "Petits Mijade", 2015) ;
- La Fée et le petit mendiant / ill. Miré (Mic-Mac, 2013) ;
- Et si une fée t'apparaissait un jour ? / ill. Ludovic Sallé (Mic-Mac, 2013) ;
- Pas facile d'être un chevalier / ill. Claude K. Dubois (Mijade, 2014 ; rééd. coll. "Petits Mijade", 2016)

### Recueils de contes
- Contes et Légendes de la peur (Nathan, coll. "Contes et Légendes" no 31, 2000, ill. Emmanuelle Houdart) ; reprise partielle dans Le Gondolier des ténèbres et autres contes de la peur (Mic-Mac, 2010) ;
- Les Contes : la vérité vraie / ill. Jacques Azam (Nathan coll. "Ça va pas, la tête", 2000 ; rééd. coll. "Nathan poche : dès 8 ans : humour" no 175, 2009) ;
- Contes et légendes des fées et princesses / ill. Patricia Reznikov (Nathan, coll. "Contes et légendes" no 39, 2001, 2012) ;
- Contes et Légendes des Mille et une nuits (Nathan, coll. "Contes et légendes" no 51, 2004, ill. Patricia Reznikov) ; reprise partielle avec des ill. de François Roca (Nathan, coll. "Contes et légendes" (grand format), 2012) ;
- Contes et Légendes de l'amour / ill. Jacques Guillet (Nathan, coll. "Contes et légendes" no 55, 2005) ; rééd. sous le titre Contes et Légendes les amoureux légendaires (Nathan, coll. "Contes et légendes" no 55, 2011) ;
- Contes et Légendes des Elfes et des Lutins / ill. Sébastien Mourrain (Nathan, coll. "Contes et légendes" no 55, 2006, 2012). Reprise du conte Le Sylphe et la Princesse dans Je lis seul, tu lis seule, CE2 : fichier de lecture : 3 histoires complètes, 16 lectures en réseau (Nathan, 2014) ;
- Petits Contes malicieux / ill. Stéphane Girel (Milan, coll. "Petits Contes", 2007) ;
- 10 contes d'amour / ill. Mayalen Goust (Lito, coll. "Autour du monde", 2007) ;
- 10 contes de fantômes / ill. Aline Bureau (Lito, coll. "Autour du monde", 2007) ;
- Contes et Légendes Ogres et Géants / ill. Didier Millotte (Nathan, coll. "Contes et légendes" no 63, 2008, 2010, 2012) ;
- Petits Contes gourmands / ill. Christophe Merlin (Milan, coll. "Petits contes", 2007) ;
- Sagesses et Malices de Tchantchès, tête de bois / ill. Dominique Maes (Albin Michel, coll. "Sagesses et malices", 2008) ;
- Petits Contes méchants / ill. Marie Lafrance (Milan, coll. "Petits contes", 2007) ;
- Princesse Zoumouroud. Onze contes de sagesse (Hachette Jeunesse, coll. "Le Livre de poche Jeunesse Conte : primaire" no 1360, 2008) ;
- Petits Contes amoureux / ill. Samuel Ribeyron (Milan, coll. "Petits contes", 2008) ;
- La Fiancée du singe : quinze contes d'animaux (Hachette Jeunesse, coll. "Le Livre de poche Jeunesse Conte : primaire" no 1391, 2009) ;
- 10 contes de pirates / ill. Claire Le Grand (Lito, coll. "Autour du monde", Lito, 2009) ;
- 40 contes pour les tout-petits (Lito, coll. "J'aime les histoires", 2009, 2011, 2012 ; rééd. sous le titre 40 contes pour les petits : Andersen, Grimm, Perrault..., Lito, coll. "Mes petites histoires du soir", 2014) ;
- 10 contes de chevaliers et de princesses / ill. Princesse Camcam (Lito, coll. "Autour du monde", 2010) ;
- Le Gondolier des ténèbres et autres contes de la peur / ill. Xavier Collette (Mic-Mac, coll. "À pas de loups…", 2010). Plusieurs contes ont été initialement publiés dans le recueil Contes et légendes de la peur ;
- Le Croqueur de lune (Mijade, coll. "Zone J", 2010) ;
- Mythologie grecque / ill. Glen Chapron, Marie Lafrance, Aurore Petit (Milan, coll. "Mille ans de contes", 2011, 2015) ;
- La Princesse au teint de lune et autres contes japonais / ill. Misstigri (Mic-Mac, coll. "À pas de loups…", 2011) ;
- L'Ogre bleu et autres contes des îles / ill. Simon Moreau (Mic-Mac, coll. "À pas de loups…", 2012) ;
- Les Petits Souliers de nulle part et autres contes d'Afrique / ill. Simon Moreau (Grenouille, 2012) ;
- 40 contes des mille et une nuits (Lito, coll. "J'aime les histoires", 2013) ;
- Sindbad le Marin / ill. Quentin Gréban (Mijade, coll. "Album", 2013) ;
- Comment Pauvre Jean roula le malin et autres fabliaux (Nathan, coll. "Nathan poche : dès 11 ans" no 251, 2014).

### Romans jeunesse
Romans sociaux
- Rosaloche la moche (Syros, coll. "Croche-patte" no 7, 1987)
- Bye bye maman (Syros, coll. "Croche-patte" no 10, 1988)
- Agence Torgnole, frappez fort (Syros, coll. "Souris Noire plus" no 18, 1991)
- Mort d'un chien (Hachette Jeunesse, coll. "Verte Aventure" no 725, 1992). Rééd. sous le titre L'Immigré (Hachette Jeunesse, coll. "Le Livre de poche Jeunesse" no 734, 2000, 2002, 2008)
- La Vie à reculons (Hachette Jeunesse, coll. "Le Livre de poche Jeunesse" no 509, 1994, 1999, 2001, 2007, 2015)
- L'Envers du décor (« Le Livre de poche Jeunesse », Hachette Jeunesse, 1996) ;
- Au Gringo’s bar (Syros « Souris aventure » no 12, 1998) ;
- Cœur de guimauve (« Eclipse », Hachette Jeunesse, 1998) ; Réédition « Côté court », Hachette Jeunesse, 2000) ;
- La Fin du monde / ill. Yann Autret (Lire c'est partir, 2008). Rééd. en album (texte revu) sous le titre Un été de chien (Mic-Mac, 2010)

Romans humoristiques
- Mémé est amoureuse ! (Syros, coll. "Souris noire" no 55, 1992 ; rééd. "Souris noire" no 48, 1996)
- La Reine de l'écran / ill. Joëlle Passeron (Nathan, coll. "(Nathan poche. 6-8 ans : humour" no 2, 2005)
- Monsieur et Madame Molly ont une fille / ill. Marie Kyprianou (Lito, coll. "Les Poches illustrés : humour" no 1, 2005)
- Papy et la fée, illustrations de Claude K. Dubois, Grasset, 2002 ; rééd. illustrations de Caroline Piochon, Grasset, 2005
- Joyeux réveillon ! (Les P'tites sorcières no 81, 12/2006, ill. Claire Delvaux) ; rééd. sous le titre Des nouilles pour Noël (Lire c'est partir, 2010, ill. Yann Autret)
- Ma sœur la princesse (Lire c'est partir, 2006, ill. Yann Autret ; rééd. Mic-Mac, coll. "Caramel et Chocolat", 2010, ill. Laurel)
- La Fille du Père Noël (Les P'tites sorcières no 114, 12/2009, ill. Claire Laffargue)
- Chloé et le Père Noël (Les P'tites Princesses no 81, 12/2010, ill. Claire Legrand)
- Une fée en salopette / ill. Manon Debaye (D'un noir si bleu, coll. "Livret carte postale jeunesse", 2013)

Romans fantastiques
- La Bibliothécaire (Hachette Jeunesse, « Le Livre de poche Jeunesse »1995. Nombreuses rééditions ;
- Le Manège de l'oubli (Nathan, coll. "Pleine Lune frissons" no 70, 1997, ill. François Roca ; rééd. Nathan, coll. "Lune noire fantastique" no 18, 1998 ; Lito, coll. "Les poches illustrés frisson" no 14, 2006, ill. Pénélope Paicheler) ;
- Ne vous disputez jamais avec un spectre (Hachette Jeunesse, coll. "Vertige Cauchemar" no 1300, 1997 ; rééd. coll. "Le Livre de poche Jeunesse Fantastique" no 917, 2003, 2007, 2014) ;
- Au secours, je suis invisible (Nathan, coll. "Lune noire fantastique" no 3, 1997, ill. Frédéric Rébéna ; rééd. Lire c'est partir, 2005, ill. Yann Autret) ;
- La Forêt des hurlements (Hachette Jeunesse, coll. "Vertige Cauchemar" no 1307, 1997) ;
- Destination cauchemar (Nathan, coll. "Lune Noire Fantastique" n° 15, 1998, ill. Étienne Souppart ; rééd. Milan, coll. "Milan poche cadet + Aventure" n° 26, 2005, 2008, ill. Daniel Kerleroux) ;
- La Fille au chien noir (Hachette Jeunesse, coll. "Vertige Fantastique", 1998 ; rééd. coll. "Le Livre de poche Jeunesse Science-fiction" n° 988, 2004, 2010) ;
- Le Jour où Marion devint un lapin (Hachette Jeunesse, coll. "Le livre de poche Jeunesse cadet" 680, 1998) ;
- On a un monstre dans la classe (« Pleine Lune », Nathan, 1994); Réédition « Nathan Poche », 2005 et 2015.
- La Poupée aux yeux vivants (« Lune Noire Fantastique, Nathan, 1999) (Réédition Éditions MiC_MaC, Collection Même pas peur, 2008) ;
- J’irai dormir au fond du puits (« Lampe de poche » Grasset Jeunesse no 30, 1999, Prix de la SGDL 1999, Prix des Incorruptibles 2000) ;
- Qui hante la tour morte ? (« Les Fantastiques », Magnard, 1999);
- J'ai 14 ans et je suis détestable (« Tribal », Flammarion, 2000) ;
- La Maison cannibale (« Pocket Junior », Pocket, 2000) ;
- Le Vampire du CE1 Illustrations Dylan Pelot (« Kid Pocket », Pocket, 2000) ;
- Horrible baby-sitting (« Les P'tits Fantastiques », Magnard, 2000) ;
- T'es une sorcière, maman ? (« Le Livre de poche Jeunesse », Hachette Jeunesse, 2000) ;
- Le Film dont vous êtes le héros (« Lampe de poche », Grasset Jeunesse, 2001);
- Ma petite sœur a des super pouvoirs (« Les P'tits Fantastiques », Magnard, 2001) Réédition « Tipik Cadet », Magnard Jeunesse, 2006);
- Salut l'extraterrestre Illustrations Dylan Pelot (« Kid Pocket », Pocket, 2001) ;
- Crime City (« Le Cadran bleu Fantastique », Degliame, 2001. Réédition Mijade ) ;
- L'Adolescent de minuit (« Le Cadran bleu Fantastique », Degliame, 2001) ;
- Danger, camping maudit (« Lune Noire Fantastique », Nathan, 2001) ;
- Le Métro, c'est l'enfer ! (« Les Fantastiques », Magnard, 2002);
- Le Château qui vole / ill. Yann Autret (Lire c'est partir, 2002, 2015. D'après Le Château des chiens perdus) ;
- Les Zaripoteuses (Lito, coll. "La collec' des filles", 2006, ill. d'Isabelle Maroger ; rééd. Lire c'est partir, 2013, ill. Yann Autret)
- Le Petit Théâtre de sang (Labor, coll. "Espace Nord Zone J" no 66, 2006 ; rééd. sous le titre Petit Théâtre de sang, Mijade, coll. "Zone J", 2016)
- Les Dentelles du diable (Je Bouquine no 277, 03/2007)
- Gare à la poupée Zarbie (Éditions MiC_MaC, Collection Même pas peur, 2008) ;
- T'es une sorcière, maman ? (« Le Livre de poche Jeunesse », Hachette Jeunesse, 2009)
- Le Petit Cirque (Armada, coll. "Jeunesse", 2013)

Romans policiers
- Un jour, je serai assassinée sous ma douche ! (Altiora Averbode « Récits express » no 1, 1999) ;
- Barbès Blues (« Le Livre de poche Jeunesse Pol.». no 750, Hachette Jeunesse, 2001) ;

Romans sentimentaux
- L'Amour en chaussettes (Éditions Thierry Magnier, coll. "Roman", 1999, 2006 ; rééd. Pocket jeunesse no 1508, coll. "Toi + moi = cœur" no 39, 2006 ; Éditions Thierry Magnier, coll. "Grand Format", 2016)
- Villa des dunes (Grasset jeunesse, coll. "Lampe de poche. Adolescents" no 42, 2000)
- Regardez-moi ! (Flammarion, coll. "Tribal", 2001, 2011)
- Notre secret à nous (« Lampe de poche », Grasset Jeunesse, 2001);
- Le Garçon qui vivait dans ma tête (Pocket jeunesse, coll. "Toi + moi = cœur" no 678, 2002). Rééd. sous le titre Le Garçon dans ma tête (Mijade, coll. "Zone J", 2011)
- Kaïra (« Tribal » Flammarion, 2001) ;
- Mélodie des îles (J'ai lu jeunesse no 6771, coll. "Journal secret" no 12, 2003 ; rééd. Castor Poche-Flammarion, coll. "La vie en vrai" no 1016, 2006)
- Étrangère au Paradis (Grasset jeunesse, coll. "Lampe de poche. Adolescents, n° 82", 2004)
- Impasse du Nord (« Le Livre de poche Jeunesse », Hachette Jeunesse, 2003) ;
- Un studio sous les toits (« Tribal », Flammarion, 2005);
- La Maison aux volets fermés / ill. Benoît Roels (Averbode, coll. "Récits-Express" no 11-12, 2005)
- La Reine des pirates / ill. Frédéric Joos (Les P'tites sorcières no 88, 07-08/2007)
- Marcel au Bois dormant / ill. Kaori Souvignet (Les P'tites princesses no 66, 07-08/2009 ; rééd. Les P'tites princesses no 129, 04/2015)
- Piratesse des Caraïbes / ill. Yann Autret (Lire c'est partir, 2009, jumelé avec Marylou superstar)

Livre-jeu
- La Peur au bout de la laisse, Paris, Nathan, coll. « Lire pour réviser du CE1 au CE2 » (no 1), 2003, 95 p. (ISBN 2-09-184404-7)

### Séries
- Mickette (6 titres)

1. L'École qui n'existait pas / ill. Christophe Durual (Nathan, coll. "Pleine Lune Science-Fiction" no 17, 1994 ; rééd. Nathan, coll. "Lune noire Fantastique" no 11, 1997 ; Pocket Jeunesse, coll. "Pocket junior. Fantastique" no 609, 2000 ; Nathan, coll. "Pleine lune Fantastique" no 132, 2002 ; PKJ no 609, 2003) ;
2. Le Château des chiens perdus / ill. Jean-François Martin (Hachette Jeunesse, coll. "Le Livre de poche jeunesse Fantastique" no 588, 1996, 2010) ;
3. La Boutique maléfique / ill. Christophe Durual (Nathan, coll. "Lune noire Fantastique" no 26, 1999 ; rééd. coll. "Pleine lune Fantastique" no 131, 2002 ; coll. "Nathan poche. 8-10 ans. Fantastique" no 83, 2006) ;
4. Aie peur et tais-toi ! / ill. Christophe Durual (Nathan, coll. "Lune Noire Fantastique" no 34, 2000 ; rééd. coll. "Pleine lune Fantastique" no 174, 2003 ; coll. "Nathan poche Fantastique" no 82 , 2006 ; Éveil et Découvertes, coll. "Poche" no 2,2009) ;
5. Dans les griffes du Papagarou / ill. Christophe Durual (Nathan, coll. "Pleine lune Fantastique" no 168, 2003 ; rééd. Éveil et Découvertes, coll. "Poche" no 6, 2009) ;
6. Les Tags attaquent ! / ill. Christophe Durual (Nathan, coll. "Nathan poche : 8-10 ans : fantastique" no 81, 2006).

- Les Frousses de Zoé (Hachette) = Zoé la trouille (Hachette)

1. Le Dentiste est un vampire (Hachette, coll. "Bibliothèque rose" n° 971, 1996)
2. La Sorcière est dans l’école (Hachette, coll. "Bibliothèque rose" n° 972, 1997)
3. Les Ogres du centre commercial (Hachette, coll. "Bibliothèque rose" n° 973, 1997)
4. Le Fantôme du panier à linge (Hachette, coll. "Bibliothèque rose" n° 974, 1997)
5. Un requin dans la piscine (Hachette, coll. "Bibliothèque rose" n° 975, 1997)
6. En colo avec les démons (Hachette, coll. "Bibliothèque rose" n° 976, 1997)
7. Mon papy s’appelle Barbe-Bleue (Hachette, coll. "Bibliothèque rose" n° 977, 1997)
8. Bonjour, Monsieur Frankenstein (Hachette, coll. "Bibliothèque rose" n° 978, 1997)
9. Zoé contre Zoé (Hachette, coll. "Bibliothèque rose" n° 979, 1998)
10. Le Métro de l’horreur (Hachette, coll. "Bibliothèque rose" n° 980, 1998)
11. L’Île du docteur Morora (Hachette, coll. "Bibliothèque rose" n° 981, 1998)
12. Le Squelette connaît la musique (Hachette, coll. "Bibliothèque rose" n° 982, 1998)
13. Le Père Noël est un extraterrestre (Hachette, coll. "Bibliothèque rose" n° 983, 1998)
14. L’Abominable Petite Fille des neiges (Hachette, coll. "Bibliothèque rose" n° 984, 1999)
15. Pas de pizza pour les mutants ! (Hachette, coll. "Bibliothèque rose" n° 985, 1999)
16. Le Microbe qui rend invisible (Hachette, coll. "Bibliothèque rose" n° 986, 1999)

- Ma petite sœur a des super pouvoirs / ill. Fañch (4 titres)

1. Une vache dans le salon ! (Magnard jeunesse, coll. "Roman-BD", 2002) ;
2. Dodo, maman do ! (Magnard jeunesse, coll. "Roman-BD", 2002) ;
3. Je veux une bêêête ! (Magnard jeunesse, coll. "Roman-BD", 2002) ;
4. Touche pas à mon requin ! (Magnard jeunesse, coll. "Roman-BD", 2002) ;

- Floppy-Flop / ill. Yann Autret (3 titres)

1. Mon petit frère est un extra-terrestre (Lire c'est partir, 2004, 2008, 2011) ;
2. Floppy-Flop clone sa famille (Lire c'est partir, 2004) ;
3. Floppy-Flop et le chat (Lire c'est partir, 2005, 2015).

- Arthur / ill. Claude K. Dubois (7 titres)

1. La Nouille vivante (Nathan, coll. "Étoile filante. Humour" no 41, 2001 ; rééd. Nathan, coll. "Mes p'tites histoires" no 12, 2005, 2008) ;
2. J'en ai marre des fées ! (Nathan, coll. "Étoile filante. Humour" no 50, 2002 ; rééd. Nathan, coll. "Mes p'tites histoires" no 13, 2005, 2008) ;
3. Arthur et le chien anglais (Nathan, coll. "Étoile filante. Humour" no 57, 2003) ;
4. La Petite Souris distraite (Nathan, coll. "Étoile filante. Humour" no 62, 2004 ; rééd. Nathan, coll. "Mes p'tites histoires" no 30, 2006) ;
5. Arthur et le miroir magique (Nathan, coll. "Mes p'tites histoires" no 4, 2005) ;
6. Arthur et l'oreiller qui mord (Nathan, coll. "Mes p'tites histoires" no 28, 2006) ;
7. Arthur et les baskets du sapin de Noël (Nathan, coll. "Mes p'tites histoires" no 52, 2008).

- Valentin Letendre (2 titres)

1. Amour, magie et sorcellerie (Plon jeunesse, 2006 ; rééd. Succès du livre jeunesse, 2010). Constitué de 3 parties / 3 romans : 1- La Voyageuse infernale (= Le Métro c’est l’enfer) ; 2– Pour l’amour de Lili (= L’Adolescent de minuit) ; 3– Le Sorcier de Brume ;
2. Frisson, amour et maléfices (Plon jeunesse, 2007 ; rééd. Succès du livre jeunesse, 2010). Constitué de 3 parties / 3 romans : 1- La Petite Fille surgie de nulle part (= La Villa qui hurle) ; 2– La Brodeuse de Cendres ; 3– Qu’est-il arrivé à mamie Blou ?

### Récits
- Mordre le ciel (Flammarion, coll. "Tribal", 2003)
- La série autobiographique Rose (3 tomes publiés) :

1. La Vie en Rose (Grasset jeunesse, coll. "Lampe de poche. Adolescents" no 69, 2003)
2. Soleil Rose (Grasset jeunesse, coll. "Lampe de poche. Adolescents" n° , 2004)
3. La Rose et l'Olivier (Grasset jeunesse, coll. "Lampe de poche. Adolescents" no 87, 2005)

- La Chambre de l'ange (Nathan jeunesse, coll. "Nathan poche. 12 ans et +. C'est la vie !" no 137, 2007)

### Recueils d'histoires et de nouvelles
- Un bout de chemin ensemble et autres récits (Hachette Jeunesse, coll. "Le Livre de poche Jeunesse senior" no 699, 1999 ; rééd. coll. "Le Livre de poche. Jeunesse : Histoires de vies" no 699, 2002 ; rééd. coll. "Le Livre de poche. Jeunesse : Animaux" no 699, 2005) ;
- Vert de peur, mort de rire / ill. Anne Wilsdorf (Nathan, coll. "Ça va pas, la tête", 2000) ;
- La Grande École des animaux / ill. Olivier Tallec (Lito, 2004) ;
- Bunker Café (Flammarion, coll. "Tribal", 2005) ;
- La Girafe de la lune et autres histoires farfelues / ill. Florence Langlois (Milan, 2006) ;
- La Confiture de fées / ill. Éric Meurice (Nathan, coll. "Nathan poche : 8-10 ans : humour" no 130, 2007, 2013, 2015). Reprise du conte La Confiture de fées dans Je lis seul, tu lis seule, CE2 : fichier de lecture : 3 histoires complètes, 16 lectures en réseau (Nathan, 2014) ;
- Le Chant des Lunes (Thierry Magnier, coll. "Nouvelles", 2008) ;
- Histoires de pirates / ill. Frédéric Pillot et Marc Lizano (Milan jeunesse, coll. "Histoires de...", 2009) ;
- Histoires de chevaliers / ill. Frédéric Pillot et Marion Puech (Milan jeunesse, coll. "Histoires de...", 2009) ;
- Histoires de sorcières / ill. Frédéric Pillot et Benoît Perroud (Milan jeunesse, coll. "Histoires de...", 2011) ;
- Une histoire un peu approximative de France / ill. Maaki Vaasa (Gargantua no 013, 2011 ; reprise dans le coffret 100% humour, Gargantua, 2012) ;
- Histoires de magie et de fées / ill. Elsa Fouquier et Alex Langlois (Milan jeunesse, coll. "Histoires de...", 2012) ;
- Histoires de loups / ill. Magali Clavelet, Maria Karipidou et Frédéric Pillot (Milan jeunesse, coll. "Histoires de...", 2013) ;
- Après vous M. de La Fontaine (« Le Livre de poche Jeunesse », Hachette Jeunesse, 1995) Rééd. « Le Livre de poche Jeunesse Cadet », Hachette Jeunesse, 2014 ;
- Les Folles Histoires / ill. Claude K. Dubois (Mijade, 2015).

### Novélisations
- L'Instit de Pierre Grimblat, d'après un personnage de Didier Cohen (« Bibliothèque verte », Hachette Jeunesse)

1. Vanessa, la petite dormeuse / d’après le scénario de Patrick Mosconi et Joseph Périgot (Hachette jeunesse, coll. "Bibliothèque verte" no 650, 1995, 1998, 2002)
2. Une seconde chance / d’après le scénario de Jean-Claude Islert, Pierre Colin-Thibert et Didier Cohen (Hachette jeunesse, coll. "Bibliothèque verte" no 653, 1995, 2000 ; rééd. France loisirs, 1996)
3. Tu m'avais promis / d'après le scénario de Pierre Pauquet (Hachette jeunesse, coll. "Bibliothèque verte" no 654, 1995, 2000)
4. Aimer par cœur / d’après le scénario de Didier Cohen, Pierre Pauquet, Pierre Lary et Christophe Martet (Hachette jeunesse, coll. "Bibliothèque verte" no 655, 1995, 1996, 2000 ; rééd. France loisirs, 1997)
5. Le Crime de Valentin / d’après le scénario de Didier Cohen et Éric Kristy (Hachette jeunesse, coll. "Bibliothèque verte" no 656, 1995)

- L'Île à Lili (8 titres)

1. Le Baron vert / Gudule (Nathan jeunesse, coll. "Nathan poche. 6-8 ans. Aventure" no 119, 2007) ;
2. Le Sorcier / Gudule (Nathan jeunesse, coll. "Nathan poche. 6-8 ans. Aventure" no 120, 2007) ;
3. La Fée Courgette / Gudule (Nathan jeunesse, coll. "Nathan poche. 6-8 ans. Aventure" no 121, 2007) ;
4. Le Cirque / Gudule (Nathan jeunesse, coll. "Nathan poche. 6-8 ans. Aventure" no 122, 2007) ;
5. Le Lit sauvage / Gudule (Nathan jeunesse, coll. "Nathan poche. 6-8 ans. Aventure" no 133, 2007) ;
6. Les Pirates de l'herbe / Gudule (Nathan jeunesse, coll. "Nathan poche. 6-8 ans. Aventure" no 134, 2007) ;
7. Les Kilts magiques / Gudule (Nathan jeunesse, coll. "Nathan poche. 6-8 ans. Aventure" no 153, 2008) ;
8. La grotte des horreurs / Gudule (Nathan jeunesse, coll. "Nathan poche. 6-8 ans. Aventure" no 166, 2008).

- Atout 5 / d'après une série créée par Claire Paoletti, Jérôme Richebon et Franck Algard (5 titres)

1. Le Secret de Mattéo (Nathan jeunesse, coll. "Nathan poche" no 181, 2009) ;
2. Le Porte-bonheur de Miou (Nathan jeunesse, coll. "Nathan poche" no 182, 2009) ;
3. La Petite sœur de Cloé (Nathan jeunesse, coll. "Nathan poche" no 183, 2009) ;
4. Shanoor superstar (Nathan jeunesse, coll. "Nathan poche" no 184, 2009) ;
5. Le Défi de Sam (Nathan jeunesse, coll. "Nathan poche" no 185, 2009).

- Magique : le roman du film / Gudule ; d'après un film de Philippe Muyl (Nathan, 2008)
- La Véritable Histoire du Chat Botté / Gudule d'après le scénario de Pascal Hérold ; ill. Roland Garrigue (Bayard jeunesse, coll. "Estampillette", 2009) ;
- Jappeloup : le roman du film / Gudule ; d'après le scénario et les dialogues de Guillaume Canet (Nathan jeunesse, 2013) ;
- Minuscule : La Vallée des fourmis perdues / texte de Gudule et Cécile Jugla ; d'après le scénario d'Hélène Giraud et Thomas Szabo (Nathan jeunesse, 2014. 2 titres : le roman et l'album du film).